# 山辺温泉
山辺温泉（やまのべおんせん）は、山形県東村山郡山辺町大塚近江にある温泉。

## 泉質
- ナトリウム-塩化物泉（輝らりやまのべ源泉）
  - 源泉温度 43〜45℃、pH 7.0
  - 湯色は茶褐色、湯の花が舞っている。源泉掛け流し。
  - 露天風呂、内湯の一部に使用。

- 単純温泉（近江源泉）
  - 源泉温度 41℃、pH 8.2
  - 湯色は無色透明。
  - 内湯の一部に使用。

## 温泉地
日帰り入浴施設「山辺温泉保養センター」が一軒存在する。周辺は須川河畔に面した閑静な住宅街が広がっている。利用客の大半は地元民である。運営は『株式会社グリーンクアパーク』が行っている。
施設には農産物直売所や休憩室が併設されている他、食堂では、町の名物である夏季限定の「すだまり氷」を味わえる。

## 歴史
- 1983年（昭和58年） - 開湯[4]
- 2005年（平成17年） - 全館リニューアルオープン

## アクセス
- 公共交通利用の場合
  - JR左沢線羽前山辺駅から徒歩5分。
- 車の場合
  - 東北中央自動車道山形中央ICから県道18号を山辺方面へ車で5分。